# Raggio di luna
Raggio di luna – utwór włoskiego zespołu Matia Bazar, napisany przez Carlo Marrale'a, Piero Cassano, Antonielli Ruggiero, Giancarlo Golziego i Salvatora Stellity, nagrany i wydany w 1979 roku.
W 1979 roku utwór reprezentował Włochy podczas finału 24. Konkursu Piosenki Eurowizji. Podczas koncertu finałowego, który odbył się 31 marca w Binyanei Ha'ouama Centre w Jerozolimie, utwór został zaprezentowany jako drugi w kolejności i ostatecznie zdobył 27 punktów, plasując się na piętnastym miejscu finałowej klasyfikacji.
W zależności od wydania, na stronie B winylowej wersji singla znalazła się piosenka „Però che bello” lub „Esta tarde... que tarde”. Oprócz włoskojęzycznej wersji singla, zespół nagrał także singiel w języku angielskim („Moonshine”) i hiszpańskim („Rayo de luna”).